# Lili Paul-Roncalli
Pour les articles homonymes, voir Paul.
Lili Paul-Roncalli, nom d'artiste de Lilian Paul (née le 4 mai 1998 à Munich) est une artiste circassienne et mannequin autrichienne.

## Biographie
Lilian Paul est la plus jeune enfant du maître de piste autrichien et cofondateur du Cirque Roncalli Bernhard Paul et de l'artiste italienne Eliana Larible. Elle se forme avec les artistes du Cirque Roncalli à l'âge de six ans. En 2013, elle apparaît pour la première fois avec ses deux frères et sœurs dans les acrobates en roller Les Paul dans le programme de tournée Time is Honey. À partir de 2014, elle fait ses propres performances de contorsion. D'autres apparitions suivent en 2018, notamment au Bal de l'Opéra de Dresde et à l'Apollo Varieté de Düsseldorf. Elle complète sa scolarité avec l'aide d'un professeur particulier qui l'accompagne lors de ses voyages.
En février 2019, Paul est présentée comme un ange du Life Ball (de) à Vienne. En juin 2019, elle participe à l'édition célébrité du spectacle Die Millionenshow (de) au profit du Life Ball. En juillet 2019, elle participe à l'émission de téléréalité de Vox 7 Töchter aux côtés de Laura Karasek et Elena Carrière notamment. En 2020, elle remporte la 13e saison du spectacle de danse de RTL Let's Dance avec Massimo Sinató et devient le visage du Haute Couture Austria Award.
Elle publie un livre de recettes italiennes avec sa mère en 2021. À côté de Josh., elle est l'un des deux membres permanents du jury de la 6e saison en 2022 de l'émission de casting ORF Starmania. Dans son autobiographie Manege frei für Lili, écrite pour les enfants, elle raconte son enfance dans le cirque de son père.

## Vie privée
Paul-Roncalli vit à Cologne, Vienne et Majorque. Elle est en couple avec le joueur de tennis autrichien Dominic Thiem depuis 2021.